# Osservatorio astronomico di Kourovka
L'osservatorio astronomico di Kourovka (in russo Коуровская астрономическая обсерватория?, Koyrovskaja astronomičeskaja observatorija) è un centro di ricerca per le osservazioni astronomiche sito nel villaggio di Kourovka, nel circondario urbano di Pervoural'sk, a circa 65 chilometri a ovest di Ekaterinburg. È intitolato all'astronoma sovietica Klavdija Aleksandrovna Barchatova (in russo Кла́вдия Алекса́ндровна Ба́рхатова?), prima direttrice della struttura, e gestito dall'Istituto di matematica e scienze informatiche dell'Università federale degli Urali.

## Storia
Alla fine degli anni 1950, dopo il lancio dei primi satelliti Sputnik, iniziò un periodo di sviluppo della ricerca astronomica presso l'università degli Urali: un primo osservatorio fu realizzato a Ekaterinburg e nel 1960 venne aperto un dipartimento di astronomia e geodesia, guidato dalla dottoressa Klavdija Aleksandrovna Barchatova.
Soprattutto grazie all'iniziativa di Barchatova nel 1963 iniziò la costruzione di un nuovo più grande osservatorio a Kourovka. La nuova struttura fu inaugurata nel 1965 e la dottoressa Barchatova nominata prima direttrice.
L'asteroide 4964 Kourovka è stato così chiamato in onore dell'osservatorio. Altri piccoli corpi celesti sono invece stati dedicati a direttrici e studiose dell'osservatorio: 5781 Barkhatova, dedicato a Klavdija Aleksandrovna Barchatova, 4780 Polina, dedicato alla direttrice dell'osservatorio Polina Evgen'evna Zakharova, e 6165 Frolova dedicato alla professoressa Natalia Borisovna Frolova.

## Descrizione

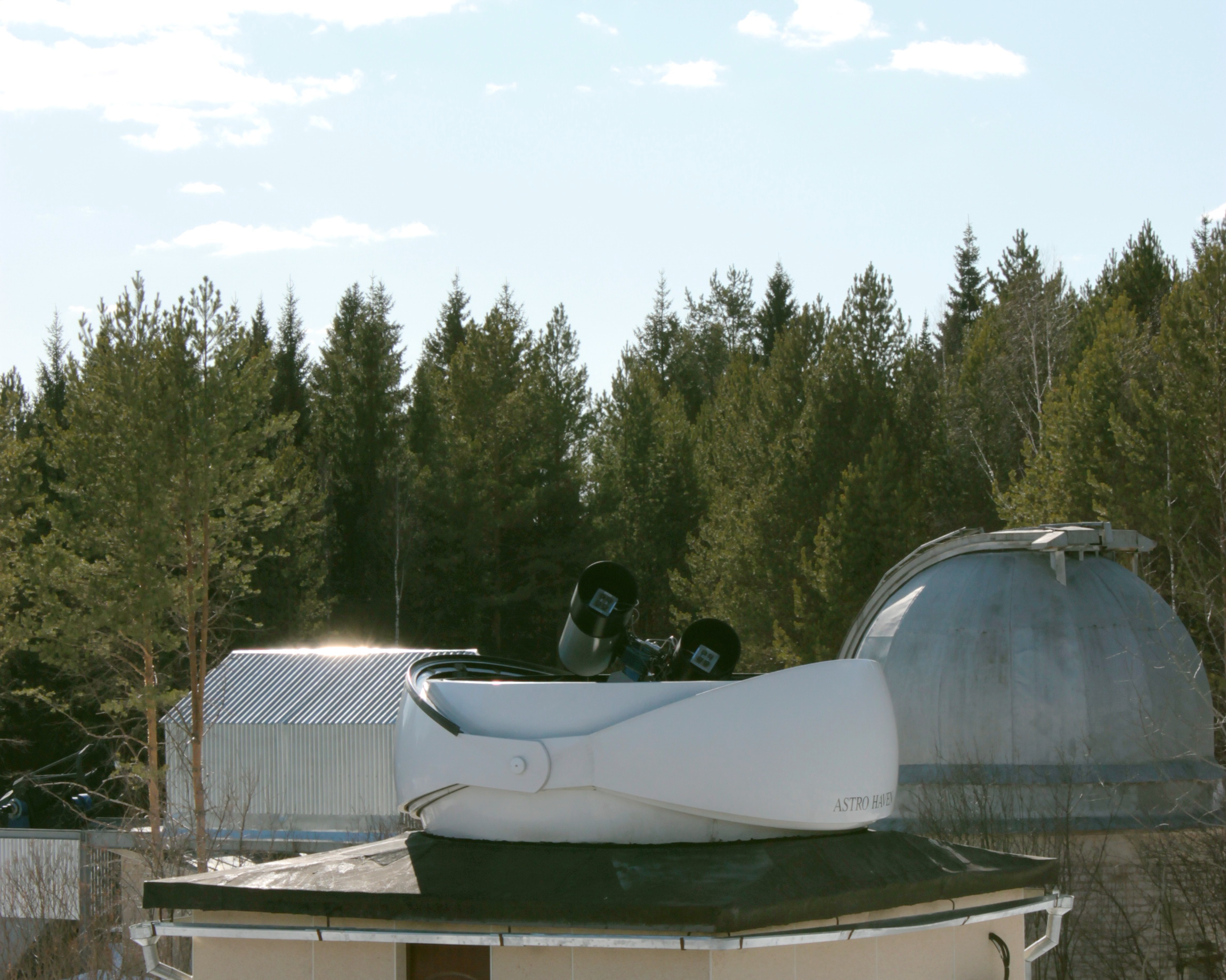
Il telescopio robotico MASTER-II

L'osservatorio è utilizzato dai ricercatori e dagli studenti di astronomia dell'Università federale degli Urali ed è l'unica struttura di osservazione di queste dimensioni che si trova alle longitudini comprese tra Kazan' e Irkutsk.
L'osservatorio dispone di diversi tipi di telescopi, utilizzati in programmi di ricerca sia russi che internazionali. Le aree di ricerca riguardano sia il monitoraggio del Sole, dei pianeti con i loro satelliti, delle comete e di altri oggetti vicino alla Terra, sia la ricerca di nuove stelle e di pianeti extrasolari.
Tra la strumentazione di cui dispone vi sono:
- Un telescopio a specchio di 1,2 metri di diametro dotato di spettrografo a fibra ottica
- Un telescopio a specchio di 700 millimetri di diametro dotato di fotometro multicanale unico
- AZT-3 - un telescopio da 453 millimetri dotato di telecamera ad alta sensibilità con matrice CCD, di un fotometro stellare monocanale con unità di scansione delle immagini e di un fotometro panoramico con telecamera CCD
- SBG - un potente telescopio da 500 millimetri aggiornato nel 2005 con l'aggiunta di una macchina fotografica CCD Apogee Alta U32[8]
- MASTER-II - un telescopio robotico binoculare da 400 millimetri equipaggiato con due telecamere CCD Apogee Alta U32
- ATsU-5 - un telescopio solare orizzontale da 440 millimetri dotato di spettrografo

Il telescopio robotico MASTER è impiegato in particolare nella ricerca di pianeti extrasolari, mentre nel 2017 con il telescopio da 700 millimetri sono state eseguite diverse osservazioni fotometriche della stella variabile polare intermedia V1033 Cas.